# Typopeltis amurensis
Typopeltis amurensis (лат.) — вид паукообразных из отряда телифонов (Thelyphonida), описанный с юго-востока Дальнего Востока России в конце XIX века. В настоящее время обитание телифонов на данных территориях подвергается сомнению, а название вида имеет статус nomen dubium ввиду утраты коллекционных экземпляров.

## История изучения и статус вида
Первое описание вида было произведено в 1889 году русским зоологом Иваном Константиновичем Тарнани по 2 особям — самке и нимфе, хранившимся в коллекции Зоологического музея Императорской академии наук (Санкт-Петербург). В 1894 году Тарнани опубликовал дополнительные сведения о внешнем строении. В отношении происхождения материала он указал, что особи были собраны в Уссурийском крае между заливом Святой Ольги и рекой Тахобе (ныне Соболевка). Несмотря на то, что впоследствии телифоны ни разу не были встречены на территории Дальнего Востока России, вид упомянут в качестве эндемика и единственного представителя отряда в фауне Советского Союза в первом томе «Животного мира СССР» 1931 года и обоих изданиях «Жизни животных» 1969 и 1984 годов.
Вскоре после описания Тарнани, в 1894 году английский арахнолог Реджиналд Поукок перенёс вид во вновь выделенный им род Typopeltis. При этом Поукок отметил сильное сходство, но не идентичность с видом Typopeltis sinensis Butler, 1872, ныне рассматриваемым под названием Typopeltis niger (Tarnani, 1894) и обитающим в Гонконге и Цзянсу (Восточный Китай).
При проведении ревизии восточноазиатских телифонов в 1990-х годах арахнологи Йоахим Хаупт и Дасян Сун не обнаружили в коллекции Зоологического института описанных особей. По-видимому, голотип утрачен. В настоящее время название Typopeltis amurensis имеет статус nomen dubium (сомнительное название).
Ближайшие надёжно подтверждённые популяции других видов телифонов в Восточном Китае и на юге Японии сильно удалены от типового местонахождения Typopeltis amurensis, в связи с чем российский арахнолог Кирилл Глебович Михайлов высказал предположение, что единичная находка в Уссурийском крае могла быть результатом случайного заноса человеком (например, на морских судах); возможно также, что вид был независимо открыт и описан в рамках своего ареала и получил другое название.

## Внешнее строение

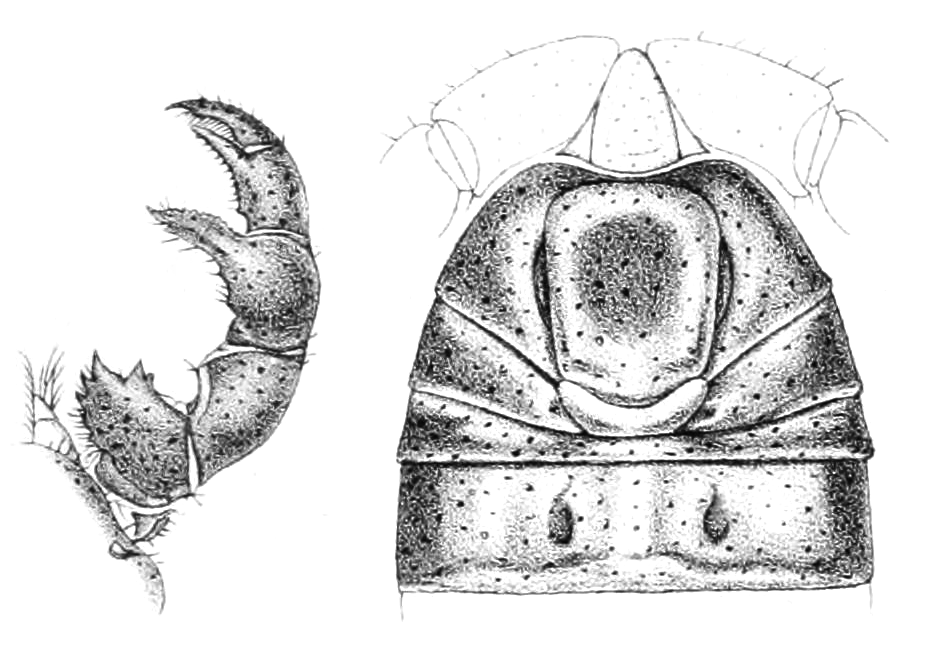
Правая педипальпа и нижняя сторона переднебрюшия самки-голотипа

Длина взрослой особи — 44 мм, окраска тела чёрная. Медианные глаза чёрные, находятся на слегка выступающем бугорке; латеральные пары глаз разных размеров, цвета янтаря. Длина педипальп немного меньше длины переднебрюшия, их поверхность зернистая. Хвостовой жгут короче длины тела.